# Албунян
Албунян (на испански: Albuñán) е населено място и община в Испания. Намира се в провинция Гранада, в състава на автономната област Андалусия. Общината влиза в състава на района (комарка) Гуадикс. Заема площ от 8,53 km². Населението му е 429 души (по данни от 2010 г.). Разстоянието до административния център на провинцията е 9 km.
За покровител на града се смята свети Франциск от Асизи.